# 清水河县站
清水河县站是一个大准线上的铁路车站，位于内蒙古自治区清水河县丁汉沟，建于1993年，目前为四等站，邮政编码为011600。目前客运：办理旅客乘降；行李、包裹托运；货运：办理整车货物发到。